# Cúp bóng đá Quần đảo Cook
Cúp bóng đá Quần đảo Cook là giải đấu bóng đá theo thể thức loại trực tiếp của Hiệp hội bóng đá Quần đảo Cook ở Quần đảo Cook.

## Danh sách các đội đoạt cúp
- 1950: Titikaveka
- 1951–77: Không rõ
- 1978: Tupapa Maraerenga
- 1979: Titikaveka
- 1980: Matavera
- 1981: Avatiu
- 1982: Avatiu
- 1983: Nikao Sokattack
- 1984: Titikaveka
- 1985: Arorangi
- 1986–90: Không rõ
- 1991: Takuvaine
- 1992: Avatiu
- 1993: Avatiu
- 1994: Avatiu
- 1995: Avatiu
- 1996: Avatiu
- 1997: Avatiu
- 1998: Teau-o-Tonga
- 1998–99: Tupapa Maraerenga
- 1999–00: Tupapa Maraerenga
- 2000: Avatiu
- 2001: Tupapa Maraerenga
- 2002: Nikao Sokattack
- 2003: Nikao Sokattack
- 2004: Tupapa Maraerenga
- 2005: Nikao Sokattack
- 2006: Takuvaine
- 2007: Nikao Sokattack
- 2008: Nikao Sokattack
- 2009: Tupapa Maraerenga
- 2010: Nikao Sokattack
- 2011: Nikao Sokattack
- 2012: Nikao Sokattack
- 2013: Tupapa Maraerenga[1]
- 2014: Takuvaine[2]
- 2015: Tupapa Maraerenga
- 2016:Puaikura
- 2017:Puaikura